# Forum Per una Alternativa Programmatica di Governo
Il Forum Per una Alternativa Programmatica di Governo (anche conosciuto come Forum programmatico per l'Alternativa di governo o Forum per l'Alternativa programmatica di governo) era un organismo politico promosso dall'area Cgil Lavoro e Società per coinvolgere varie forze di sinistra nel creare una base programmatica comune di un futuro governo di centrosinistra. In prospettiva venne inteso come un'iniziativa utile per arrivare a una «unità a sinistra».
Lanciato il 6 ottobre 2003 e costituitosi l'8 novembre successivo, il Forum si arenerà un anno dopo circa, nel luglio 2004, per la defezione del Partito della Rifondazione Comunista.
Coordinatore del Forum è stato Gian Paolo Patta. Il lavoro del Forum è comunque stato da base nel 2005 per la successiva esperienza della Camera di consultazione della sinistra di Alberto Asor Rosa.
Nei suoi nove mesi di lavoro, il Forum era riuscito ad aggregare un fronte ampio che andava da Socialismo 2000 (estrema sinistra Ds) al Partito dei Comunisti Italiani, oltre a numerosi sindacalisti e associazioni.
Il logo del Forum era un arcobaleno.

## Storia
Il 18 luglio 2003 Romano Prodi dal Corriere della Sera lancia l'idea di una lista unica dei riformisti da presentare alle elezioni europee del 2004. È in pratica il primo embrione del futuro Partito Democratico. Il cosiddetto "listone" mette in allarme alcuni settori della sinistra e si inizia a ragionare su come contrastare una possibile e irreversibile egemonia riformista.
Il 4 settembre 2003 si svolge a Roma il convegno sul tema «Dalle lotte per la dignità e i diritti del lavoro alla definizione di un programma». Promotori di questa iniziativa sono i sindacalisti Cgil Agnello Modica, Gian Paolo Patta, Fulvio Perini, Gianni Rinaldini e Claudio Sabattini, che però muore il giorno prima. Intervengono Striano dell'Arci, Nerio Nesi, il senatore Brutti, Bertinotti, Pardi, Agnoletto, Pecoraro Scanio, Diliberto, Tortorella, Salvi, Pizzuti, Moricone e Zanotelli . Alla fine Patta propone di ritrovarsi il 6 ottobre  e il 22 ottobre nasce il Forum programmatico per l'Alternativa di governo o Forum per l'Alternativa programmatica di governo, sottoscritto da 46 parlamentari del Prc, Verdi, Pdci, "correntone" Ds e alcuni esponenti della Margherita. A coordinare il Forum è il sindacalista Cgil Gian Paolo Patta .
Chi lavora nel Forum, come il Pdci, non nasconde il desiderio che il lavoro possa sfociare in un processo aggregativo dei partiti a sinistra dei Ds.
Il 22 febbraio 2004 il Pdci chiude il suo III Congresso nazionale rilanciando la confederazione da testare già a giugno alle elezioni europee. Spiega infatti Diliberto che è ormai possibile «un'aggregazione di tutti coloro che voteranno concordemente e convintamente per il no al rifinanziamento della missione militare in Iraq. Una lista di pace. (...) Una grande aggregazione che può aspirare a superare il 15% dei voti alle prossime elezioni europee. Ci sono tutte le condizioni, politiche ed elettorali». Ma ancora una volta è gelo. Proprio quello stesso giorno Fausto Bertinotti dalle colonne del quotidiano Liberazione boccia il progetto di confederazione della sinistra perché «questa, nel migliore dei casi sarebbe la riunificazione di quel che già c'è, in fondo di un ceto politico, rispettabile e apprezzabile fin che si vuole, ma del tutto insufficiente a rispondere alle nuove domande che ci pone il movimento. (...) Sarebbe sbagliato rinchiudere tutti quanti, compresi noi stessi, in una sorta di assemblaggio federativo o confederativo».
Il 13 giugno 2004 alle elezioni europee Prc, Pdci, Verdi e la lista Di Pietro-Occhetto totalizzeranno complessivamente il 13% dei voti.
Visto l'ottimo successo delle forze di sinistra, si poteva immaginare un nuovo slancio al lavoro del Forum, invece questo è ormai destinato a chiudere.
Il lavoro del Forum di Patta si arena infatti nel luglio 2004 quando Fausto Bertinotti abbandona il progetto affermando che «il Forum ha svolto un'importante funzione a sinistra, ma ora la parola passa ai partiti». Le reazioni sono furibonde , ma l'esperienza è comunque terminata.

## Assemblee nazionali
- Pace democrazia libertà diritti sociali e del lavoro, per un futuro solidale e sostenibile - Roma, 8 novembre 2003
- Un progetto per l'alternativa politica e sociale al governo e al neoliberismo - Perugia, 28 novembre 2003
- Lavoro e Stato Sociale - Milano, 31 gennaio 2004
- Diritti del Lavoro, Pensioni, Stato Sociale - Roma, 24 aprile 2004